# Dioscorea dregeana
Dioscorea dregeana là một loài thực vật có hoa trong họ Dioscoreaceae. Loài này được (Kunth) T.Durand & Schinz mô tả khoa học đầu tiên năm 1894.